# Friedrich Kirchner (Offizier)

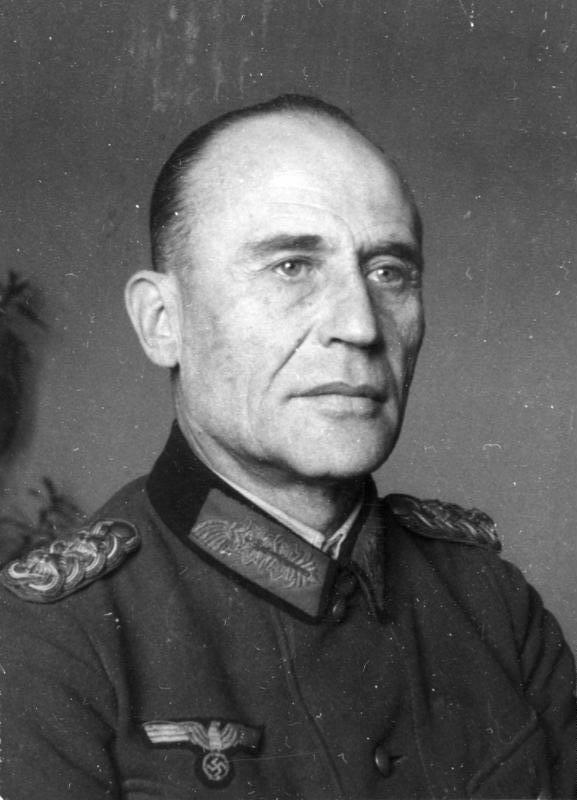
Friedrich Kirchner (1942)

Friedrich Kirchner (* 26. März 1885 in Zöbigker; † 6. April 1960 in Fulda) war ein deutscher General der Panzertruppe im Zweiten Weltkrieg.

## Laufbahn
Kirchner trat am 28. Februar 1906 als Fähnrich in das 8. Infanterie-Regiment „Prinz Johann Georg“ Nr. 107 der Sächsischen Armee ein. Am 27. Januar 1907 wurde er zum Leutnant befördert, 1911 in das 1. Ulanen-Regiment „Kaiser Franz Josef von Österreich, König von Ungarn“ Nr. 17 versetzt und am 11. Juli 1913 Oberleutnant. Mit seinem Regiment zog er im August 1914 in den Ersten Weltkrieg und kam zur Grenzsicherung an die Westfront. Im September 1914 verlegte die Einheit an die Ostfront und Kirchner, der am 24. Juli 1915 zum Rittmeister befördert worden war, wurde bis Kriegsende als stellvertretender Adjutant des Infanterie-Regiments Nr. 474, sowie als Eskadronführer, Generalstabsoffizier und Bataillonskommandeur eingesetzt.

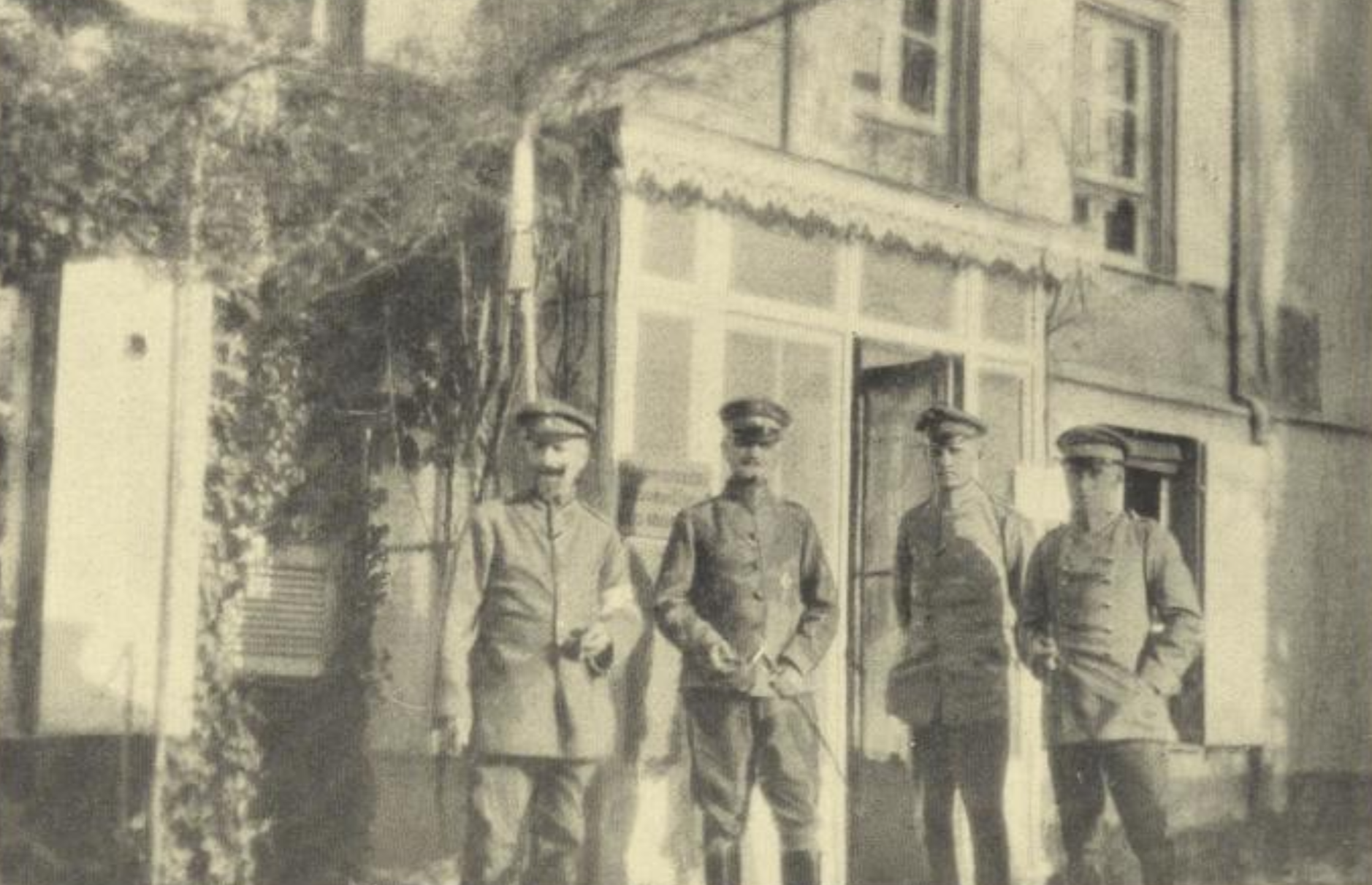
Oberleutnant Kirchner (1. v. r) beim Reserve-Husaren-RegimentsOberstleutnant Arthur Moritz (2. v. l.)

Nach Kriegsende wurde er in die Reichswehr übernommen und diente im 12. (Sächsisches) Reiter-Regiment in Dresden. Nachdem er am 1. Februar 1928 zum Major befördert wurde, erfolgte am 1. April 1928 die Versetzung in den Stab der 2. Kavallerie-Division nach Breslau. Am 1. Oktober 1932 übernahm er die Eskadron des 10. (Preußisches) Reiter-Regiments in Torgau. Ein Jahr später wurde er mit der Führung des 11. (Preußisches) Reiter-Regiments in Neustadt, Oberschlesien betraut und am 1. November 1934 zum Oberst befördert. Vom 1. Oktober 1935 bis 10. November befehligte Kirchner das Schützen-Regiment 1, war am 1. März 1938 zum Generalmajor befördert worden und übernahm anschließend im November 1938 die 1. Schützen-Brigade.
Mit der Brigade nahm er zu Beginn des Zweiten Weltkrieges am Überfall auf Polen teil. Am 3. November 1939 wurde er mit der Führung der 1. Panzer-Division beauftragt und am 15. Februar 1940 zu deren Kommandeur ernannt. Kurze Zeit darauf wurde Kirchner am 1. April 1940 Generalleutnant. Während des Westfeldzugs unterstand seine Division dem XIX. Armeekorps von General der Panzertruppe bzw. Generaloberst Heinz Guderian, das wesentlich dazu beitrug, die französisch-britischen Truppen in Belgien und Nordfrankreich abzuschneiden. Für seine Verdienste wurde ihm am 20. Mai 1940 das Ritterkreuz des Eisernen Kreuzes verliehen.
Er führte die 1. Panzer-Division zu Beginn des Überfalls auf die Sowjetunion und wurde am 16. Juli 1941 verwundet. Am 15. November 1941 übernahm er das Kommando über das LVII. Armeekorps (später umbenannt in Panzerkorps), das er mit mehrmaliger Unterbrechung bis Kriegsende behielt. In dieser Funktion wurde er am 15. Februar 1942 zum General der Panzertruppe befördert. Im Wehrmachtbericht fand er am 4. Februar 1943 und am 27. November 1944 Erwähnung.
Nach der Kapitulation geriet er am 8. Mai 1945 in US-amerikanische Kriegsgefangenschaft, aus der er 1947 entlassen wurde.

## Auszeichnungen
- Eisernes Kreuz (1914) II. und I. Klasse[1]
- Ritterkreuz des Militär-St. Heinrichs-Ordens[1] am 19. Juli 1918[2]
- Ritterkreuz I. Klasse des Albrechts-Ordens mit Krone und Schwertern[1]
- Österreichisches Militärverdienstkreuz III. Klasse mit Kriegsdekoration[1]
- Spange zum Eisernen Kreuz II. und I. Klasse
- Ritterkreuz des Eisernen Kreuzes mit Eichenlaub und Schwertern[3]
  - Ritterkreuz am 20. Mai 1940
  - Eichenlaub am 12. Februar 1944 (391. Verleihung)
  - Schwerter am 26. Januar 1945 (127. Verleihung)
- Deutsches Kreuz in Gold am 22. April 1942[3]
- Panzerkampfabzeichen in Silber